# Euchalcia bactrianae
Euchalcia bactrianae là một loài bướm đêm trong họ Noctuidae.